# Las hijas de Edward Darley Boit

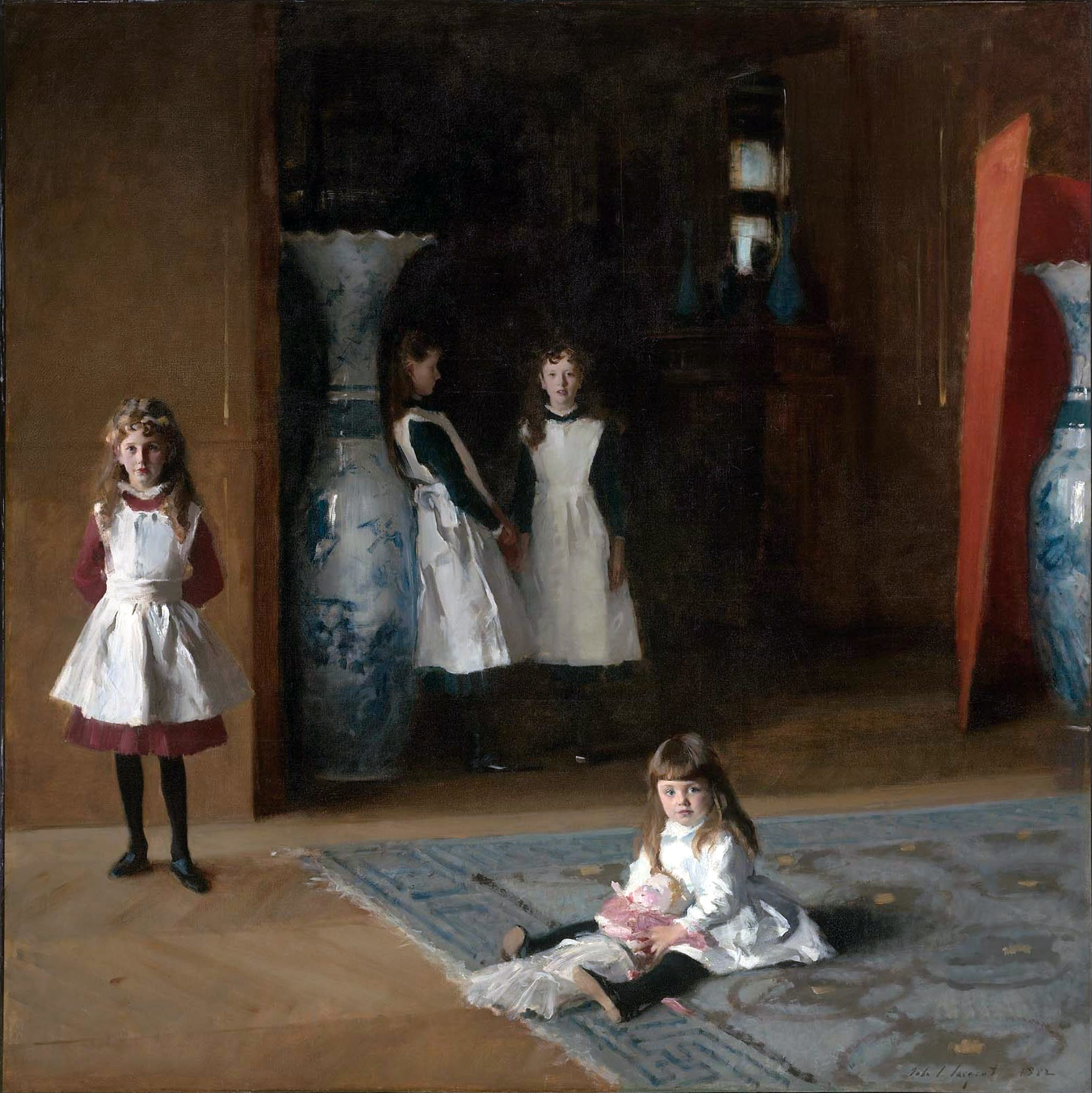
Las hijas de Edward Darley Boit, 221,9 cm x 222,5 cm, de John Singer Sargent, 1882; Museo de Bellas Artes de Boston.

Las Hijas de Edward Darley Boit (originalmente titulada Retratos de niñas) es una pintura de John Singer Sargent. La pintura retrata a cuatro niñas, las hijas de Edward Darley Boit, en el apartamento de París de su familia. Fue pintada en 1882 y actualmente se exhibe en la nueva ala de Arte del Museo de Bellas artes en Boston. La pintura cuelga entre los dos altos jarrones japoneses azules y blancos representados en la obra; fueron donados por los herederos de la familia Boit.
Ha sido descrita como "posiblemente la pintura más psicológicamente convincente de la carrera de Sargent". Aunque la composición inusual de la pintura fue notada desde el principio, inicialmente el tema fue interpretado sencillamente como niñas jugando, pero posteriormente ha sido visto en términos más abstractos, reflejando análisis freudianos y un mayor interés en las ambigüedades de la adolescencia.
Edward Boit (1840-1915) era yerno del millonario John Perkins Cushing y amigo personal de Sargent. Boit era un "estadounidense cosmopolita" y un pintor menor. Su esposa y madre de sus cinco hijos era Mary Louisa Cushing (1845-1894), conocida como "Isa". El varón era Edward Jr. (1863-1888) y las cuatro hijas eran Florence (1868-1919), Jane (1870-1955), Mary Louisa (1874-1945) y Julia (1877-1969).

## Composición
No es seguro si Las hijas de Edward Darley Boit fue encargado por Boit o pintado a sugerencia del mismo Sargent. Ubicado en lo que se cree era el vestíbulo del apartamento de Boit en París, su espacio interior oscuro recuerda los que Sargent recientemente había pintado en Venecia. La composición es inusual para un retrato de grupo, tanto por los grados variables de prominencia dados a las figuras— en un retrato de grupo convencional se cuidaba que todos los retratados aparecieran como igualmente importantes— como por la forma cuadrada de la tela.
Las dimensiones pueden deber algo a la influencia de Diego Velázquez en su cuadro Las meninas, que Sargent había copiado, y que presagia el formato geométrico y espacios amplios y profundos de la pintura de Sargent. Cuando la pintura se exhibió por primera vez, los críticos contemporáneos, incluyendo Henry James, escribieron sobre la deuda de Sargent con Velázquez.

El trabajo de Diego Velázquez en general, y Las meninas en particular, influyó en la composición de Sargent.

Carolus-Duran, el profesor de Sargent, había animado a su alumnado a estudiar el trabajo de Velázquez. La relación entre ambos trabajos se considera tan significativa que el Museo de Bellas de Bellas Artes de Boston prestó Las Hijas al Museo del Prado en 2010, de modo que las pinturas pudieron ser exhibidas juntas por primera vez.
La pincelada se ha visto como derivada de Frans Hals, y las obras casi contemporáneas que se han citado por su similitud son Madame George Charpentier y sus hijos de Pierre-Auguste Renoir y, especialmente por su complejidad psicológica, La familia Bellelli de Edgar Degas.
Vestidas con blancos delantales, las niñas están dispuestas de modo que la más joven, Julia de cuatro años, se sienta en el piso, Mary Louisa de ocho años se encuentra de pie a la izquierda, y las dos mayores, Jane, de doce, y Florence, con catorce, están al fondo, parcialmente ocultado en sombra.
Al casi esconder el rostro de una de ellas y someter la caracterización individual a las consideraciones formales de la composición, Las hijas de Edward Darley Boit trata tanto el tema de la niñez como sobre el retrato.

## Interpretación
Cuando la pintura se expuso en París en 1882 y 1883, los críticos se sorprendieron por la rareza de la composición y "formas de madera" de las figuras. En 1887, Henry James describió la pintura como representando un "mundo de juego feliz ... de niños encantadores"; su lectura sin complicaciones permaneció sin cuestionar casi un siglo. La crítica moderna ha reconocido las cualidades inquietantes de la pintura, que es tanto un cuadro bellamente pintado como psicológicamente desconcertante, en que las niñas parecen verse en fases sucesivas de la infancia, retrocediendo hacia la alienación y pérdida de la inocencia a medida que crecen.
El sentido de autonomía entre las niñas (y la vitalidad de la pintura de Sargent) a menudo hace que los espectadores sientan al mirar el retrato, que han interrumpido a las niñas, quienes les miran esperando respuesta. 
Mientras las audiencias actuales a veces suponen que las niñas están comprometidas en alguna clase de actividad clandestina, en la época de Sargent la idea más frecuente era que sencillamente estaban jugando. Los delantales eran ciertamente una prenda adecuada para los juegos infantiles, y en la época victoriana algo común en los momentos informales para que las niñas no mancharan sus vestidos como atestiguan infinidad de retratos, fotos y grabados y la mayoría de escritores contemporáneos describen una imagen de niñas que participan en un juego o acaban de terminarlo.
La historiadora del arte Barbara Gallati ha sugerido que la ubicación de las dos chicas mayores, al borde de una entrada oscurecida y ambigua, simboliza su maduración hacia un futuro desconocido. Varios historiadores del arte han interpretado la pintura como reveladora de pensamientos psicosexuales de Sargent. En los años posteriores, ninguna de las chicas llegaría a casarse, y las dos mayores sufrirán trastornos emocionales en la madurez.
En 1919, las cuatro hermanas donaron la pintura al Museo de Bellas Artes de Boston, en memoria de su padre.
El autor Bill Brown ha notado las "cualidades extrañas" de la representación de las niñas y los jarrones, que afirma promueven "una ontología indeterminada [debido a] la incapacidad para distinguir entre lo animado y lo inanimado". Brown declara que la pintura ofrece un retrato de jarrones y un bodegón de niñas, y que esto "revela una dialéctica de persona y cosa".